# Naho Sugiyama
Pour les articles homonymes, voir Sugiyama.
Naho Sugiyama (杉山 直歩, Sugiyama Naho), née le 3 février 1978 à Kyoto dans la Préfecture de Kyoto au Japon, est une pratiquante de MMA japonaise évoluant au sein de l'organisation Invicta FC dans la catégorie des poids atomes.

## Carrière en MMA

### Distinctions
- Deep Jewels
  - Championne des poids plumes Jewels (du 17 décembre 2011 au 25 mai 2013).

## Palmarès en MMA
| 15 combats     | 11 victoires | 4 défaites |
| Par KO         | 1            | 1          |
| Par soumission | 2            | 1          |
| Sur décision   | 8            | 2          |

| Résultat | Record | Adversaire      | Méthode                               | Événement                                                                          | Date              | Round | Temps | Lieu                            | Notes                                                     |
| -------- | ------ | --------------- | ------------------------------------- | ---------------------------------------------------------------------------------- | ----------------- | ----- | ----- | ------------------------------- | --------------------------------------------------------- |
| Victoire | 11-4   | Mina Kurobe     | Décision unanime                      | Deep: Jewels 10                                                                    | 23 novembre 2015  | 3     | 5:00  | Tokyo, Japon                    |                                                           |
| Défaite  | 10-4   | Ayaka Hamasaki  | TKO (coups de poing)                  | Deep: Jewels 5                                                                     | 9 août 2014       | 1     | 4:01  | Tokyo, Japon                    |                                                           |
| Victoire | 10-3   | Satomi Takano   | Décision partagée                     | Deep: Jewels 3                                                                     | 16 février 2014   | 2     | 5:00  | Tokyo, Japon                    |                                                           |
| Victoire | 9-3    | Masako Yoshida  | Décision unanime                      | Deep: Jewels 2                                                                     | 4 novembre 2013   | 2     | 5:00  | Tokyo, Japon                    |                                                           |
| Défaite  | 8-3    | Seo Hee Ham     | Décision unanime                      | Jewels: Jewels 24th Ring                                                           | 25 mai 2013       | 3     | 5:00  | Tokyo, Japon                    | Perd le titre Jewels poids plumes                         |
| Défaite  | 8-2    | Celine Haga     | Décision unanime                      | Jewels: Jewels 23rd Ring                                                           | 30 mars 2013      | 2     | 5:00  | Tokyo, Japon                    | Pas de titre en jeu                                       |
| Défaite  | 8-1    | Jessica Penne   | Soumission (étranglement en triangle) | Invicta FC 3: Penne vs. Sugiyama                                                   | 6 octobre 2012    | 2     | 2:20  | Kansas City, Kansas, États-Unis | Pour le titre Invicta Fighting Championships poids atomes |
| Victoire | 7-0    | Misaki Takimoto | Soumission technique (clé de bras)    | Jewels: Jewels 17th Ring - Jewels Featherweight Queen (finale)                     | 17 décembre 2011  | 1     | 4:09  | Tokyo, Japon                    | Remporte le titre Jewels poids plumes                     |
| Victoire | 6-0    | Kikuyo Ishikawa | Décision partagée                     | Jewels: Jewels 17th Ring - Jewels Featherweight Queen tournament (demi-finale)     | 17 décembre 2011  | 2     | 5:00  | Tokyo, Japon                    |                                                           |
| Victoire | 5-0    | Ayumi Saito     | Décision unanime                      | Jewels: Jewels 16th Ring - Jewels Featherweight Queen tournament (quart de finale) | 11 septembre 2011 | 2     | 5:00  | Tokyo, Japon                    |                                                           |
| Victoire | 4-0    | Misaki Takimoto | Soumission (étranglement arrière)     | Jewels: Jewels 13th Ring & 14th Ring                                               | 14 mai 2011       | 1     | 4:06  | Tokyo, Japon                    |                                                           |
| Victoire | 3-0    | Yasuko Tamada   | Décision unanime                      | GCM: Valkyrie 8                                                                    | 28 novembre 2010  | 3     | 3:00  | Tokyo, Japon                    | Pas de titre en jeu                                       |
| Victoire | 2-0    | Megumi Morioka  | TKO (coups de poing)                  | GCM: Valkyrie 6                                                                    | 19 mai 2010       | 2     | 2:20  | Tokyo, Japon                    |                                                           |
| Victoire | 1-0    | Madoka Ebihara  | Décision unanime                      | GCM: Valkyrie 3                                                                    | 24 octobre 2009   | 3     | 3:00  | Tokyo, Japon                    |                                                           |